# Misako Uno

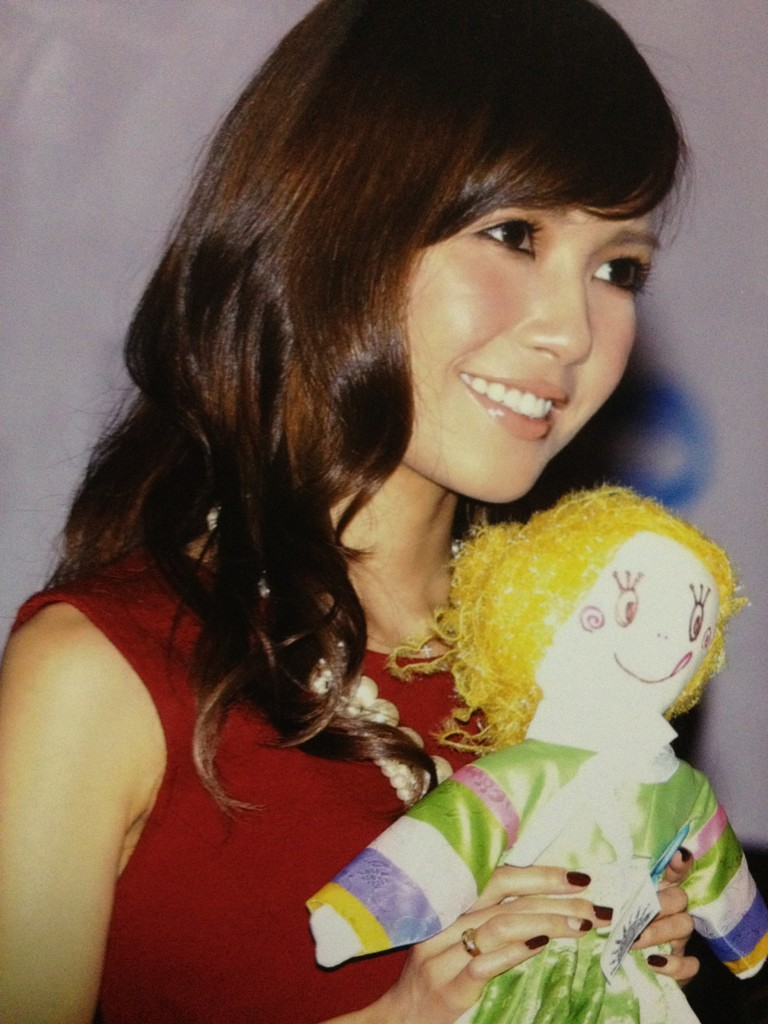
Misako Uno im Asian Music Festival mit UNICEF (2011)

Misako Uno (japanisch 宇野 実彩子 Uno Misako; * 16. Juli 1986 in Edogawa, Präfektur Tokio) ist eine japanische Schauspielerin, sowie Sängerin und Tänzerin der Band AAA. Sie studierte an der Shirayuri-Frauenhochschule (白百合女子大学, Shirayuri joshidaigaku). Ihr erster Film war The Grudge 2, ein Hollywood-Horrorfilm aus dem Jahr 2006. Danach spielte sie vor allem in Fernsehserien mit.

## Leben und Karriere
Uno ist das jüngste von drei Kindern eines Redenschreibers und einer Sozialarbeiterin. Sie wurde als Kind inspiriert durch Michael Jackson und Janet Jackson sowie durch das Musical Cats.
Während ihres ersten Jahres an der High School gewann sie im Jahr 2002 die „Avex Audition 2002“. Dabei setzte sie sich gegen zehntausende Teilnehmer durch und unterzeichnete einen Plattenvertrag bei Avex Artist Academy, einer Kunstschule der Avex Group.
Ihr Debüt als Schauspielerin feierte sie 2006 als Mai Honda (本田麻依) in Takashi Kubota’s Art film Karera no Umi (彼らの海) VIII -Sentimental Journey-.
Ihre Erfahrungen wurden 2011 innerhalb der Reihe Stepping stones aufgezeichnet.

## Werke

### Musik
Alben
- 2019: Honey Stories

Singles
- 2007: End of This Way
- 2016: Narou yo (mit Kazuya Kojima)
- 2018: Doushite Koishite Konna
- 2018: Summer Mermaid
- 2019: Mint

### Film
- 2006: The Grudge 2
- 2010: Rendezvous! (ランデブー!, Randebū!)

### Fernsehen
- 2008: Hitomi (瞳) … Keiko Endo[4]
- 2010: Massugu na otoko (まっすぐな男) … Matsushima Mina[5]
- 2012: Umechan Sensei (梅ちゃん先生) … Akane Yabuki[6]
- 2013: Tōkyō Toy Box (東京トイボックス) … Hoshino Tsukiyama[7]
- 2014: Dai-Tōkyō Toy Box (大東京トイボックス) … Hoshino Tsukiyama[8]

### Theater
- 2006: Theater of AAA – Bokura no Te (~ AAA〜ボクラノテ〜) … Akane Sueyoshi
- 2007: Super Battle Live Delicious Gakuin Bangaihen – Delicious 5 Shijō Saidai no Teki (スーパーバトルライブ 美味學院 番外編 ~デリシャス5 史上最強の敵~)
- 2008: Love Letters … Melissa
- 2010: Genji Monogatari × Oguro Maki Songs – Boku wa, Junihitoe ni Koi o Suru (源氏物語×大黒摩季songs~ボクは、十二単に恋をする~) … Aoi no Ue (葵の上)[9]
- 2011: Ginga Eiyū Densetsu (銀河英雄伝説) … Hildegard von Mariendorf[10][11]

### Radio
- 2006–2007: AAA Uno Misako no English Lyric Selection (AAA宇野実彩子のイングリッシュ リリックセレクション)
- 2011–2014: AAA Uno Misako no Radio Unoccoli (AAA宇野実彩子のラジオUNOッコリー) (FM Niigata)

### Bücher
- 2010: Uno[12]
- 2011: Kizuna Rensa (キズナレンサ)
- 2011: Hōkago Gomi Hiro (放課後のゴミヒーロー)
- 2012: UNO-BON
- 2014: UNONU -you know-